# Mikołaj Gomółka
Œuvres principales
Mélodies pour le psautier polonais
Mikolaj Gomolka est un compositeur polonais de la Renaissance, auteur de Mélodies pour le psautier polonais. Il est né vers 1535 à Sandomierz.

## Biographie
Vivant à partir de 1545 à Cracovie, Mikolaj Gomolka fait partie de divers ensembles, en tant que chanteur, joueur de trompette ou d'instrument à anche, à la cour du roi Sigismond-Auguste jusqu'en 1563. Il est trois ans après à Sandomierz où il s'adonne à des activités financières et judiciaires. En 1580 il est à Cracovie où il est peut-être musicien à la cour de l'évêque Myszkowski, avant d'être musicien à la cour du chancelier Jan Zamoyski dans la même ville. Gomolka a au moins vécu jusqu'en 1591.

## Œuvre
Mikolaj Gomolka est connu pour une seule œuvre, les Mélodies pour le psautier polonais, un ensemble de 150 psaumes composés sur des textes écrits en polonais par le poète Jan Kochanowski. Le Psautier de David (en) de Kochanowski, paraphrase du texte biblique, paraît en 1579. Les psaumes de Gomolka sont édités l'année suivante, par Łazarz Andrysowicz (en).